# وراثت (فیلم ۱۹۱۲)
وراثت (انگلیسی: Heredity) فیلمی به کارگردانی دی. دبلیو. گریفیث است که در سال ۱۹۱۲ منتشر شد.

## بازیگران
- هری کری
- جرج نیکولز
- جک پیکفورد
- کیت بروس
- لیونل باریمور
- والتر پی. لوئیس
- مج کربی
- دابلیو. سی. رابینسون
- کیت تانکری